# Studiebureau
Een studiebureau is een organisatie-eenheid die onderzoek verricht. In de Belgische politiek en met name in Brussel is ook de aanduiding studiedienst in gebruik voor de eenheid die binnen een politieke partij als zodanig functioneert: het aanleveren van onderbouwde gegevens voor de beleids- of bedrijfsvoering. In Nederland gebruikt men in de politiek hiervoor de term wetenschappelijk bureau. In de wereld van het lobbyen wordt de term studiebureau gebruikt als neutraler klinkend alternatief dan lobbyfirma of publicaffairskantoor. Zie hiervoor Lobbyen. De generieke term studiebureau wordt in Vlaanderen ook gebruikt voor de specifieke functies die worden geleverd door ingenieursbureaus op het gebied van architectuur, stedenbouw, landschapsarchitectuur en ruimtelijke inrichting.

In de marketingsector zorgt een studiebureau voor marktonderzoek. Een dergelijk bureau werkt op verschillende niveaus:
In de eerste plaats vervult het bureau een raadgevende functie:
- Analyse van het probleem
- Keuze van de werkwijze, de methodologie

Vervolgens vergaart het bureau de nodige informatie:
- Meestal aan de hand van individuele vraaggesprekken: uitvoering van de studie (fieldwork)
- Soms door middel van compilaties (toevoegingen) van bestaande gegevens (desk research) of door interviews met deskundigen.

Een derde taak is de verwerking van de ingezamelde gegevens:
- Statische verwerking van de resultaten
- Samenvatting van de resultaten
- Systematische analyse van de resultaten

Het vierde niveau betreft opnieuw het verstrekken van advies:
- Interpretatie van de resultaten
- Aanbevelingen
- Opvolging van aanbevelingen

## Structuur van de markt in Nederland
In Nederland zijn de meeste studiebureaus (marktonderzoekbureaus) aangesloten bij de MarktOnderzoekAssociatie (MOA). In totaal telt de MOA 180 leden.

## Structuur van de markt in België
De grootste Belgische bureaus maken deel uit van een internationale groep (bijvoorbeeld: Anderson Consulting, KPMG, ...). De omzet ligt zo rond de 125 miljoen euro en er zijn zo'n 25-tal studiebureaus in België aangesloten bij Febelmar.